# Brachyopsis segaliensis
Brachyopsis segaliensis is een straalvinnige vissensoort uit de familie van harnasmannen (Agonidae). De wetenschappelijke naam van de soort is voor het eerst geldig gepubliceerd in 1809 door Tilesius.